# Alys Robi
Alys Robi (Alys Robi: Bande sonore de la minisérie «Alys Robi») — первый студийный альбом франкоканадской певицы Изабель Буле, выпущенный под дирекцией Освальдо Монтеса компанией PGC Musique в сентябре 1995.

## Список композиций
| №                   | Название                                                 | Длительность |
| ------------------- | -------------------------------------------------------- | ------------ |
| 1.                  | «Tico Tico» (Зекунья де Абреу, Джимми Танака)            | 2:18         |
| 2.                  | «Cachita» (Рафаэль Эрнандес Марин / Б. Санкристабаль)    | 2:25         |
| 3.                  | «Amor Amor» (Габриель Руис / Рикардо Лопес)              | 2:51         |
| 4.                  | «Brésil» (А. Баррозу / Алис Роби)                        | 2:08         |
| 5.                  | «Symphonie» (Роджер Бернстайн / Элстон Табет)            | 3:22         |
| 6.                  | «Bésame mucho» (Консуэло Веласкес / Ж. Лаланд)           | 3:08         |
| 7.                  | «Solamente una vez» (Агустин Лара)                       | 2:36         |
| 8.                  | «Body and Soul» (Ф. Эйлон, Дж. Грин, И. Хеймэн, Р. Соур) | 2:31         |
| 9.                  | «Thème d'Alys» (Освальдо Монтес)                         | 3:28         |
| 10.                 | «Alys et Olivier» (Освальдо Монтес)                      | 2:35         |
| 11.                 | «Thème de Lucio» (Освальдо Монтес)                       | 2:23         |
| 12.                 | «Alys revient à la vie» (Освальдо Монтес)                | 3:59         |
| Общая длительность: | Общая длительность:                                      | 34:28        |

## Альбом
Поскольку альбом не является сольным диском, а представляет собой издание саундтрека к мини-сериалу о квебекской поп-диве «Алис Роби», состоящего из песен, записанных Изабель Буле, и инструментальных композиций Освальдо Монтеса, его не всегда включают в дискографию певицы, хотя он принес ей первые номинации на премию Феликс.
Альбом имел большой успех, разойдясь тиражом более 40 000 копий. В 1996 году он номинировался на премию Феликс в категории поп-альбома года, а сама певица, получившая в 1995 году роль Мари-Жанны в «Стармании», номинировалась в категории Открытие года.
По итогам дебюта продюсер диска Ги Клутье предсказал Буле большую музыкальную карьеру в 2000-е годы; арт-обозреватель Le Journal de Montréal Манон Гильбер также высоко оценила её потенциал, отметив, что «Изабель Буле обладает голосом, шармом и зрелостью, необходимыми для того, чтобы пуститься в великое песенное приключение».